# Una tumba para tres
Una tumba para tres es una película de Argentina filmada en colores dirigida por Mariano Cattáneo sobre su propio guion escrito en colaboración con Nicanor Loreti que se estrenó el 28 de enero de 2021 y que tuvo como actores principales a Diego Cremonesi, Daniel Pacheco, Demián Salomón y Chucho Fernández.

## Sinopsis
Cuando  tres matones de poca monta que trabajan para un mafioso local cometen un error, son perseguidos por este mientras tratan de enmendar su equivocación. En su camino se cruzan  con excéntricos y violentos personajes y su avaricia y afición a las drogas los conducirán a una tumba para tres.

## Reparto
Participaron del filme los siguientes intérpretes:
- Diego Cremonesi...Víctor
- Daniel Pacheco...Juan
- Demián Salomón...Manuel
- Chucho Fernández...Roselli
- Daniela Pantano...Sol
- Soledad García...Sandy
- Mónica Villa...Nelly
- Gerardo Romano...Comisario Rosas
- Hernán Márquez..Carlos
- Emiliano Carrazone...El Chubu
- Leandro Cóccaro
- Pablo Pinto
- Evan Leed
- Gastón Frías…Policía cinéfilo
- Sergio Berón
- Miguel Ricardo Borzi...	Oficial Palermo

## Comentarios
Diego Brodersen en Página 12  opinó:

” El guion…intenta por todos los medios –nuevos personajes, vueltas de tuerca, alguna que otra sorpresa– sostener la tensión durante los 77 minutos de metraje. Y en gran medida lo logra, aunque para ello lo inverosímil deba aceptarse como posible…Pero si hay algo que no debe pedírsele… es verosimilitud y realismo… parece importar más el qué que el cómo. …un film que, en el fondo, no es otra cosa que una parodia. Una lástima, por esa misma razón, que el relato comience a tomarse a sí mismo demasiado en serio, con un monólogo sobre la sociedad y los marginales innecesario y contraproducente. O ese derrape en el melodrama chabón, suerte de versión trash de los vínculos emocionales entre los hampones de Plata quemada.”

Diego Curubeto en Ámbito Financiero escribió:

”Cine de superacción, comedia negra y toques fantásticos se combinan en una divertida película con tiroteos a granel como pocas veces se ha visto en el cine argentino...un elenco con algunos desniveles que a veces funciona mejor en los tiroteos que cuando hay que dar pasos de comedia. Técnicamente impecable, imaginativa en todo lo relativo a la acción, al igual que muchos films de bajo presupuesto, “Una tumba para tres” decae un poco en ritmo en la segunda mitad, antes de alcanzar un desenlace explosivo. Pero no va a decepcionar a los fans criollos del género.”